# Romancero gitano
Romancero gitano est un recueil de poèmes de Federico García Lorca paru en 1928. C'est le recueil le plus connu du poète. Il lui a apporté la célébrité en Espagne, et il est considéré comme une œuvre majeure de la littérature espagnole du XXe siècle.
En France, le Romancero gitano est entré aux programmes des sessions 2016 et 2017 de l'agrégation de lettres modernes, sous la question de littérature comparée "Formes de l'action poétique" aux côtés de René Char et Mahmoud Darwich.  

## Écriture
Ancré dans la génération de 27, le Romancero gitano allie la poésie savante et la poésie populaire. Il est composé de dix-huit romances, des poèmes de forme et de thème traditionnels du XVe siècle. Ces poèmes sont en octosyllabes, seuls les vers pairs riment entre eux, de façon assonancée. 
Lorca désirait reprendre cette forme traditionnelle pour célébrer la culture gitane, qui a nourri la culture de l'Andalousie. Le recueil reflète les souffrances d'un peuple qui vit en marge de la société, persécuté par les représentants de l'autorité. Mais ce ne sont pas les données ethniques qui priment ici. Les gitans sont célébrés en tant qu'êtres primitifs, au sens noble du terme, éternels nomades sédentarisés de force, nostalgiques des étendues sans fin où galoper. Il s'agit de chanter toute l'Andalousie, du quotidien au mythique, du folklorique à l'onirique, du terrestre au cosmique :  "Je l'appelle gitan parce que le gitan est ce qu'il y a de plus élevé, de plus profond, de plus aristocratique dans mon pays, de plus représentatif de sa manière et ce qui conserve la braise, le sang et l'alphabet de la vérité andalouse et universelle" dit-il dans la Conférence-récital sur le Romancero Gitano donnée le 9 octobre 1935 à la Résidence des Etudiants de Barcelone.  
Les poèmes ont pour cadre Grenade, Cordoue ou Séville. Ils mettent en scène des personnages de gitans, comme Antoñito el Camborio ou la nonne gitane, mais aussi des saints (sainte Eulalie), des personnages bibliques (Tamar et Amnon), des personnifications d'éléments naturels (la Lune séductrice, le Vent lubrique).
Le Romancero gitano est aussi connu pour sa sensualité et son usage de la métaphore. De nombreux symboles courent dans le recueil : La lune et la couleur verte symbolisent souvent la mort; l'eau vive et le cheval représentent la passion et la liberté.

## Contenu
- Romance de la Luna, Luna (La complainte à la lune)
- Preciosa y el aire
- Reyerta
- Romance Sonámbulo
- La Monja Gitana
- La casada infiel
- Romance de la pena negra
- San Miguel (Granada)
- San Rafael (Córdoba)
- San Gabriel (Sevilla)
- Prendimiento de Antoñito el Camborio en el camino a Sevilla
- Muerte de Antoñito el Camborio
- Muerto de amor
- Romance del emplazado (dédié à Emilio Aladrén[2])
- Romance de la Guardia Civil Española
- Martirio de Santa Olalla
- Burla de don Pedro a caballo
- Thamar y Amnón

## Style d'écriture
Lorca prétend mêler le langage narratif et le lyrisme, sans qu'aucun des deux ne perde en qualité. Il reprend ainsi la tradition du romancero : des histoires qui commencent in media res et qui se terminent par une fin inachevée, des descriptions, un narrateur et des dialogues au style direct entre les personnages. Cet emprunt au genre du romance médiéval n'est pas un pastiche, plutôt une greffe. Lorca introduit cependant des innovations au genre : les dialogues viennent rompre la narration, l'action avance en quatrain et parfois se superposent plusieurs actions narratives. Ainsi, dans "La Complainte de la Lune, Lune" tandis que la Lune séductrice envoûte le petit gitan, le rythme du poème suggère l'arrivée des gitans à cheval.

## Mise en musique
Les poèmes du recueil ont souvent été mis en musique et chantés, en particulier par Mario Castelnuovo-Tedesco, Paco Ibáñez, Vicente Pradal, Violeta Ferrer.
La danseuse flamenca Cristina Hoyos a créé avec sa compagnie un spectacle de flamenco nommé Romancero gitano, reprenant quelques-uns des poèmes du recueil de Federico García Lorca pour les monter en chorégraphie et chants flamencos.

## Postérité
Ce recueil est inclus dans la liste des 100 meilleurs livres de tous les temps, établie en 2002 par le Cercle norvégien du livre, à partir des propositions de 100 écrivains issus de 54 pays différents. On le retrouve également à 83e place du classement des cent livres du siècle établi en 1999 par la Fnac et le journal Le Monde.